# Station de Tangimoana
La station de Tangimoana (NZC-332) est une station d'interception des communications électromagnétiques du Government Communications Security Bureau (GCSB) de Nouvelle-Zélande. Elle est située à 30 km à l'ouest de Palmerston North et 150 km au nord de Wellington, capitale du pays.

## Histoire
La station est construite en 1981 et inaugurée par le Premier ministre Robert Muldoon le 18 août 1982. Elle dispose d'une antenne dédiée à l'interception des ondes radios hautes fréquences (HF),. À cette époque, la majorité des communications longues distances sont effectuées par le biais de cette bande de fréquences.   
Les installations de Tangimoana, complémentaires de celles de Waihopai, sont conçues pour l'interception de ces télécommunications et la radiogoniométrie,. Un rapport sur l'activité de la station en 1985 et 1986 montre que les communications diplomatiques et gouvernementales des nations voisines ont été ciblées,,. 
En raison du déploiement croissant de satellites dans les années 1980, utilisant des bandes de fréquences différentes (VHF et UHF), l'importance de la station diminue progressivement jusqu'au milieu des années 1990. 
Le site est découvert en 1983 par Owen Wilkes, qui dévoile publiquement son existence dans un article du magazine Peacelink publié au cours de l'année suivante. En 1996, une enquête approfondie menée par le journaliste néo-zélandais Nicky Hager révèle de nombreux détails reliant la station à d'autres sites du réseau ECHELON,. 